# Chilperico I

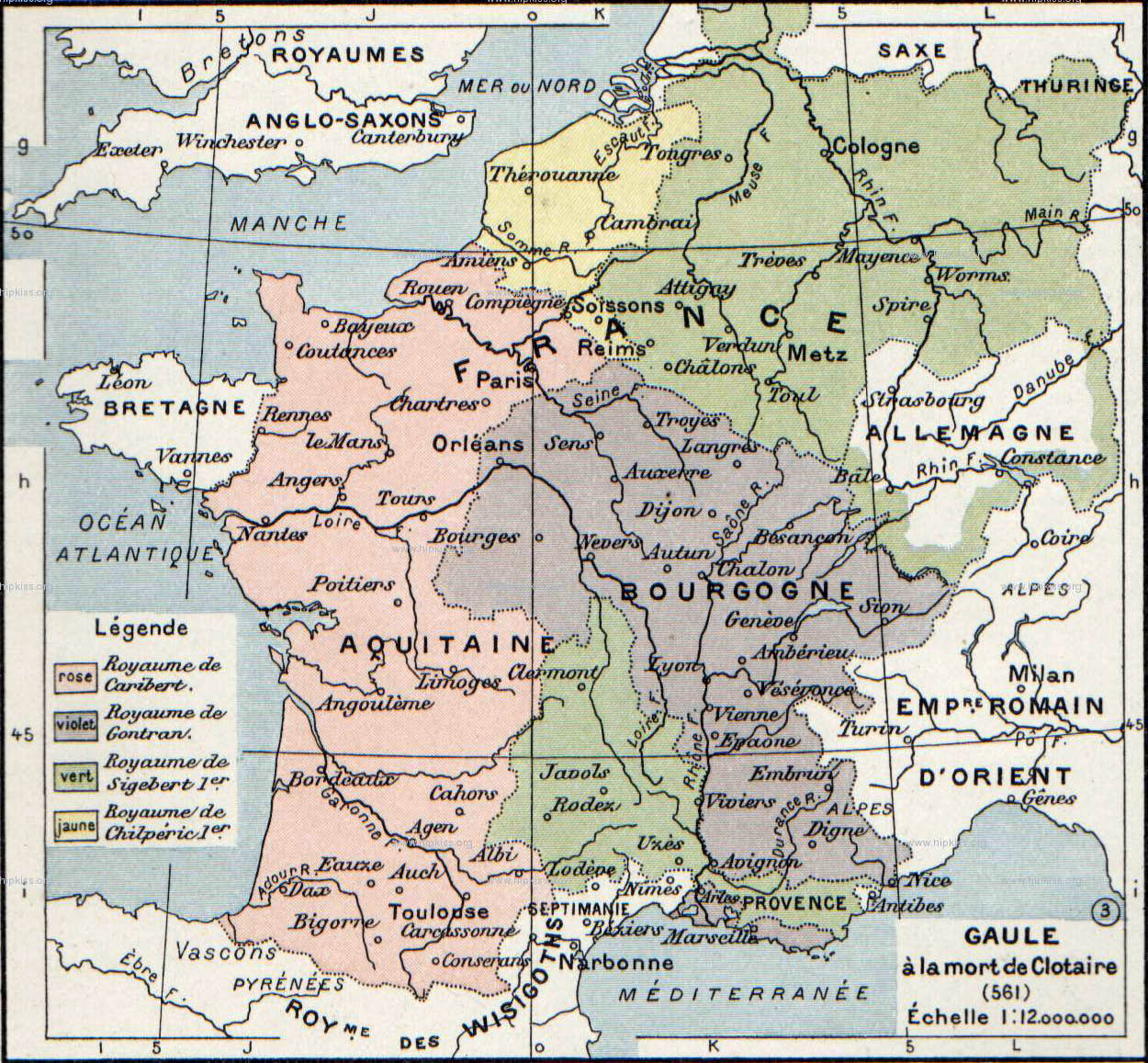
Divisione del regno di Clotario I

Il regno dei Franchi, nel 567, dopo la morte di Cariberto I

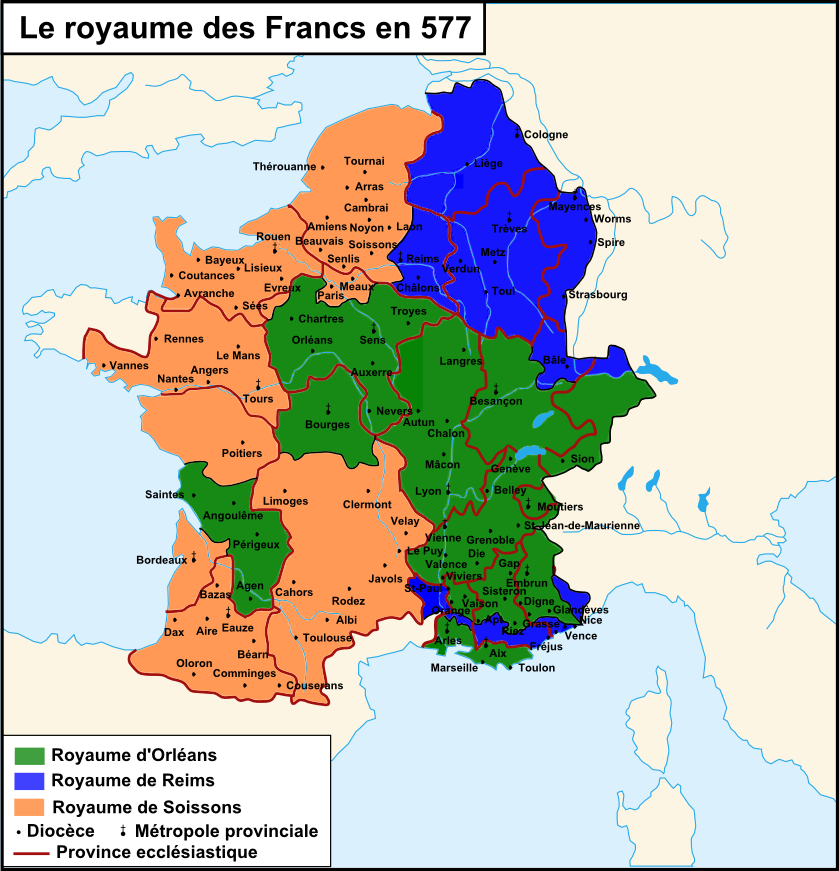
Il regno dei Franchi, nel 577, dopo la morte di Sigeberto I

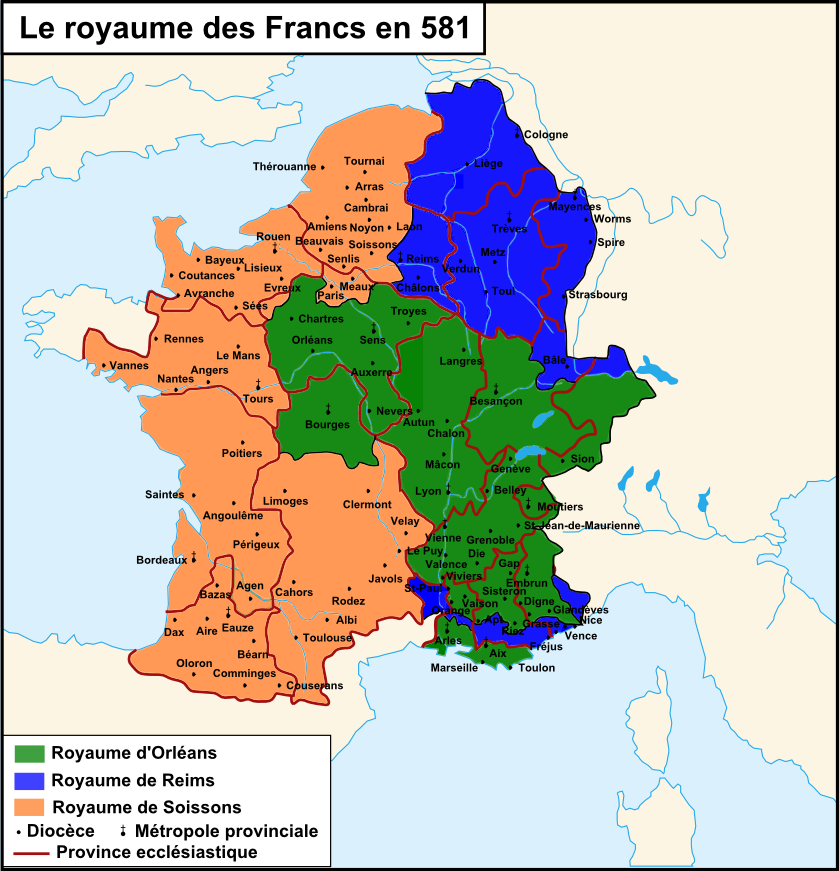
Il regno dei Franchi, nel 581

L'aggressione di Chilperico I al regno di Orléans

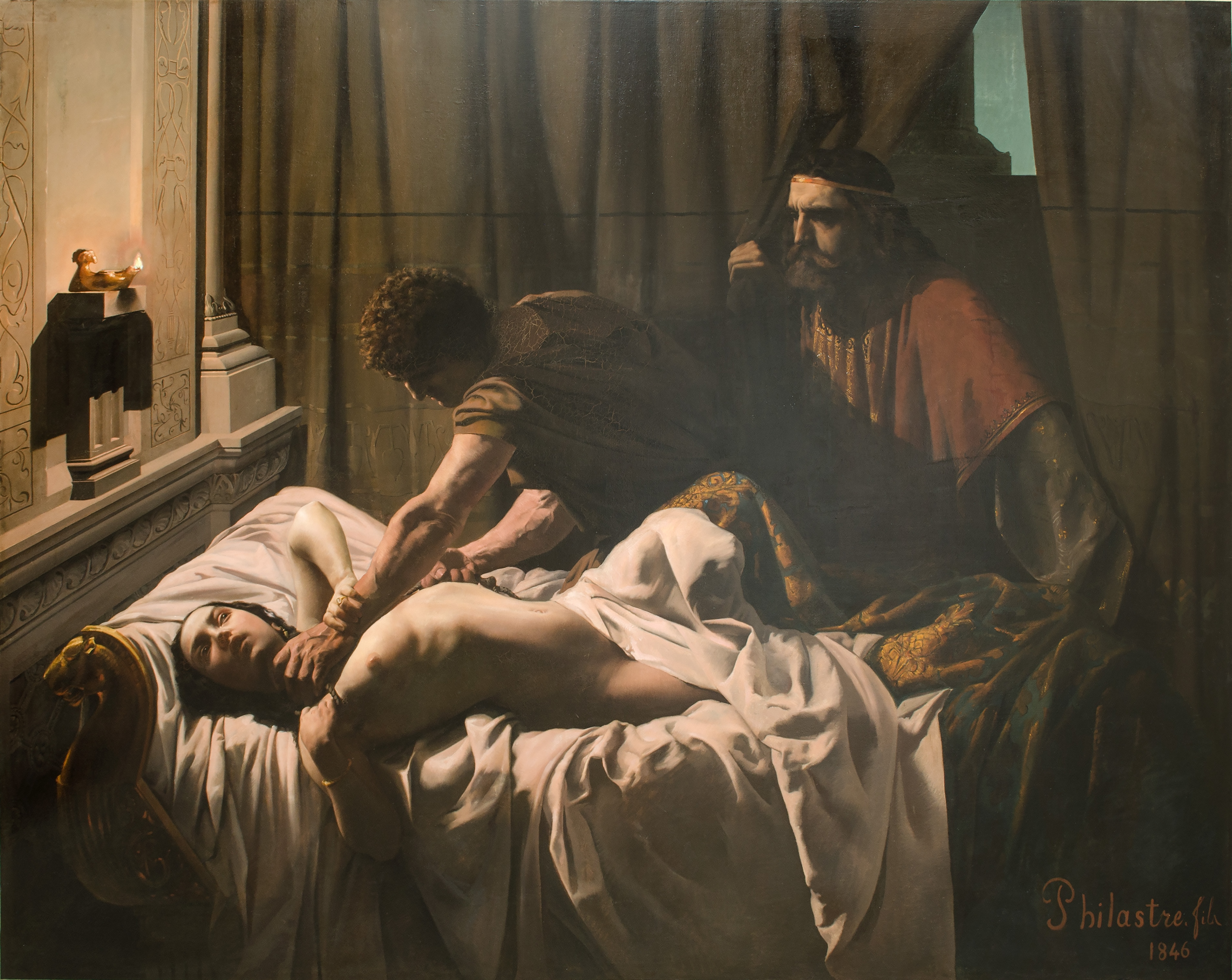
Strangolamento della regina Galsuinda ordinato da Chilperico I. Dipinto di Philastre Figlio, museo municipale di Soissons

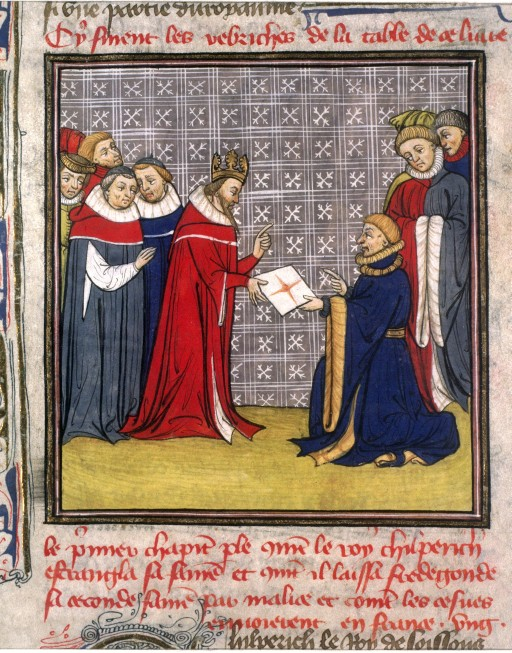
Chilperico I con i messaggeri

Chilperico I (535 circa – Chelles, settembre o ottobre 584) è stato un re franco della dinastia dei merovingi che, dal 561 alla morte, regnò sull'Austrasia del Nord-ovest, acquisendo nel corso del suo regno anche la Neustria e l'Aquitania.

## Origini
Era figlio del re dei Franchi Sali della dinastia merovingia Clotario I e, secondo il vescovo Gregorio di Tours (536 – 597), della sua quarta moglie, Aregonda, di cui non si conoscono gli ascendenti.

## Biografia
Alla morte del padre, nel 561, sempre secondo Gregorio di Tours e confermato anche dalle cronache del vescovo Mario di Avenches, i quattro figli di Clotario I che erano ancora in vita si divisero il regno del padre in quattro parti e a Chilperico toccò quello che era stato il regno di suo padre Clotario, il regno di Soissons), cioè l'Austrasia del nord-ovest.
Fin dall'inizio il suo regno fu caratterizzato dagli scontri con il fratellastro Sigeberto I, re della vicina Austrasia, che tentò di conquistare approfittando del fatto che Sigeberto era impegnato a contrastare gli Avari, riuscendo a conquistare Reims.
Dopo avere sconfitto gli Avari Sigeberto marciò contro Chilperico, riuscendo ad occupare Soissons, capitale del regno di Chilperico e a catturare Teodeberto, il maggiore dei suoi figli, che gli fu restituito, in buona salute, l'anno successivo.
Nel 566 un altro evento suscitò l'invidia di Chilperico I: nell'ottica dell'alleanza con i Visigoti il matrimonio di Sigeberto I con la principessa Brunechilde (Mérida, circa 543 – Renève, autunno 613), figlia del re dei Visigoti di Spagna Atanagildo e di Gosvinta dei Balti (?-589). Brunechilde, che oltre ad essere bella e con una ricca dote, era anche intelligente ed istruita, lasciò l'arianesimo e abbracciò la fede cattolica.
Nel 567 Chilperico I, invidioso del fratellastro, dopo avere ripudiato la prima moglie Audovera e allontanato da sé la sua concubina favorita, Fredegonda, chiese ad Atanagildo la mano di Galsuinda, la sorella maggiore di Brunechilde, che gli fu concessa. Ma l'anno dopo la fece assassinare per sposare la sua favorita, Fredegonda.
Dopo la morte nel 567 senza eredi maschi del fratellastro, il re di Parigi Cariberto I, il regno di Parigi venne diviso tra di Chilperico ed i fratellastri Gontrano e Sigeberto I, per cui Chilperico estese i suoi domini, ottenendo la Neustria (senza la città di Parigi, che andò a Sigeberto) e parte dell'Aquitania (inclusa la Guascogna).
Poco tempo dopo il suo seconda matrimonio Chilperico aveva ripreso Fredegonda come amante e nel corso del 568, istigato da Fredegonda, dopo avere fatto strangolare Galsuinda la sposò, dando così inizio ad una guerra civile tra i regni di Austrasia e di Neustria della durata di circa sette anni. Infatti Sigeberto, sollecitato dalla moglie Brunechilde, per vendicare la morte della cognata mosse guerra a Chilperico, nuovo re di Neustria. Dopo una serie di battaglie vittoriose (si alleò anche con gli Alemanni) ottenne, grazie anche alla mediazione del fratello Gontrano, quei territori che Galsuinda aveva portato in dote al marito (tra cui le città di Limoges e Cahors).
Nel 575 la guerra tra Chilperico e Sigeberto riprese e quest'ultimo occupò la Neustria e ne venne acclamato re. Subito dopo venne fatto assassinare da due sicari di Fredegonda.
Dopo la morte di Sigeberto Chilperico catturò Brunechilde che fu tenuta prigioniera a Rouen, da cui però ella riuscì rocambolescamente a fuggire, e riuscì a riconquistare il suo regno in nome del figlioletto, Childeberto II, di soli cinque anni. Le città di Poitiers e Tours rimasero nelle mani di Chilperico.
L'antica concubina, per assicurare il trono a figli avuti da Chilperico, prendendo a pretesto il matrimonio celebrato segretamente tra Brunechilde e il figliastro Meroveo verso il 576, fece uccidere lui ed in un secondo tempo anche Audovera, e l'altro figlio di primo letto del marito, Clodoveo.
Chilperico I comunque continuò sempre a combattere contro l'Austrasia e incitò, con alterne fortune, i duchi di quella parte del regno a ribellarsi contro la regina madre Brunechilde.
Chilperico I morì nel 584, assassinato nei dintorni di Chelles, durante il rientro da una battuta di caccia, da uno sconosciuto che riuscì a dileguarsi. La salma di Chilperico fu trasportato a Parigi e fu tumulato in un monastero alle porte di Parigi, il monastero di san Vincenzo, che in seguito divenne famoso con il nome di Saint-Germain-des-Prés
Gli succedette il figlioletto Clotario II, ancora in fasce, e la reggenza venne esercitata dalla moglie Fredegonda.
A detta di Gregorio di Tours fu un uomo avaro, dissoluto, ingordo e crudele, che non gradiva di essere divenuto suddito, dopo la conquista di Tours da parte di Chilperico, e che lo definì Nerone dei nostri tempi ed Erode, il suo regno fu segnato da una lunga scia di sangue. Chilperico gravò di tributi il suo popolo, impose pesanti ammende ai più ricchi per poterli depredare più facilmente e fu particolarmente geloso delle ricchezze dalla chiesa, che cercò di recuperare dichiarando nulli tutti i lasciti alla chiesa stessa, revocando addirittura i lasciti di suo padre.
In materia religiosa fu scettico nei confronti della Trinità, che vietò di menzionare in tutte le chiese del regno (si doveva menzionare solo Dio).
Nonostante tutto fu un estimatore della civiltà romana ed aveva buoni rapporti con gli Ebrei (il suo incaricato per gli acquisti era un ebreo di nome Prisco, con cui ebbe alcune dispute circa la Santa Trinità).

## Matrimoni e discendenza
Chilperico si sposò tre volte.
La prima moglie, sposata nel 550 circa, fu Audovera, che gli diede cinque figli:
- Teodeberto (circa 550-573), citato da Gregorio di Tours come figlio primogenito, fu catturato a Soissons dallo zio Sigeberto e restituito, in buona salute, al padre un anno dopo[5]. Fu ucciso in battaglia, durante la guerra civile, dopo avere devastato la Turenna
- Meroveo (?-Thérouanne 577), erede del regno di Neustria dopo la morte del fratello, che sposò la zia, la regina madre di Austrasia Brunechilde
- Clodoveo (?-Noisy-le-Grand 580), citato da Gregorio di Tours come figlio terzogenito, dopo la morte di Meroveo si rifugiò a Bordeaux. Fu ucciso per ordine della matrigna Fredegonda[9] e fu sepolto accanto al fratello Meroveo in un monastero alle porte di Parigi[12], il monastero di san Vincenzo[10], che in seguito divenne famoso con il nome di Saint-Germain-des-Prés[11]
- Basina (?-dopo il] 590), che fu violentata dai servi di Fredegonda e costretta ad entrare in convento e farsi suora[9], nell'abbazia della Santa Croce di Poitiers, che rifiutò l'invito del padre a recarsi nella penisola iberica per il matrimonio con Recaredo, l'erede al trono del regno dei Visigoti[13] e che guidò una rivolta, assieme alla cugina Clotilde, figlia di Cariberto I, contro la badessa Leubovera[14]
- Clodesinde (circa 567-?), non è citata da Gregorio di Tours, ma nel Liber Historiæ Francorum

La seconda moglie fu Galsuinda, che non gli diede figli.
La terza moglie fu Fredegonda, che gli diede sei figli:
- Rigonda (569- ?), fidanzata nel 584 con Recaredo, l'erede al trono del regno dei Visigoti[13][15]
- Clodeberto (?-Soissons 580), morto di dissenteria[16]
- Sansone (573-577), morto per la febbre causata dalla diarrea prima di compiere cinque anni[17]
- Dagoberto (circa 579-580), morto da piccolo[16]
- Teodorico (circa 582-583), morto da piccolo per la dissenteria[13][18]
- Clotario (primavera 584-18 ottobre 629), che successe al padre come re di Neustria e Aquitania e dal 614 fu re di tutti i Franchi

## Ascendenza
|              |   |                            | Genitori |  |  | Nonni |  |  | Bisnonni     |  |  | Trisnonni |  |
|              |   |                            |          |  |  |       |  |  | Childerico I |  |  | Meroveo   |  |
|              |   |                            |          |  |  |       |  |  | Childerico I |  |  | Meroveo   |  |
|              |   | …                          |          |  |  |       |  |  | Childerico I |  |  |           |  |
| Clodoveo I   |   |                            |          |  |  |       |  |  | Childerico I |  |  |           |  |
|              |   | Basina                     | …        |  |  |       |  |  |              |  |  |           |  |
|              |   | Basina                     | …        |  |  |       |  |  |              |  |  |           |  |
|              |   | Basina                     | …        |  |  |       |  |  |              |  |  |           |  |
| Clotario I   |   | Basina                     |          |  |  |       |  |  |              |  |  |           |  |
|              |   | Chilperico II dei Burgundi | Gundioco |  |  |       |  |  |              |  |  |           |  |
|              |   | Chilperico II dei Burgundi | Gundioco |  |  |       |  |  |              |  |  |           |  |
|              |   | Chilperico II dei Burgundi | …        |  |  |       |  |  |              |  |  |           |  |
| Clotilde     |   | Chilperico II dei Burgundi |          |  |  |       |  |  |              |  |  |           |  |
|              |   | …                          | …        |  |  |       |  |  |              |  |  |           |  |
|              |   | …                          | …        |  |  |       |  |  |              |  |  |           |  |
|              |   | …                          | …        |  |  |       |  |  |              |  |  |           |  |
| Chilperico I |   | …                          |          |  |  |       |  |  |              |  |  |           |  |
|              | … | …                          |          |  |  |       |  |  |              |  |  |           |  |
|              | … | …                          |          |  |  |       |  |  |              |  |  |           |  |
|              | … | …                          |          |  |  |       |  |  |              |  |  |           |  |
| …            | … |                            |          |  |  |       |  |  |              |  |  |           |  |
|              |   | …                          | …        |  |  |       |  |  |              |  |  |           |  |
|              |   | …                          | …        |  |  |       |  |  |              |  |  |           |  |
|              |   | …                          | …        |  |  |       |  |  |              |  |  |           |  |
| Aregonda     |   | …                          |          |  |  |       |  |  |              |  |  |           |  |
|              |   | …                          | …        |  |  |       |  |  |              |  |  |           |  |
|              |   | …                          | …        |  |  |       |  |  |              |  |  |           |  |
|              |   | …                          | …        |  |  |       |  |  |              |  |  |           |  |
| …            |   | …                          |          |  |  |       |  |  |              |  |  |           |  |
|              |   | …                          | …        |  |  |       |  |  |              |  |  |           |  |
|              |   | …                          | …        |  |  |       |  |  |              |  |  |           |  |
|              |   | …                          | …        |  |  |       |  |  |              |  |  |           |  |
|              |   | …                          |          |  |  |       |  |  |              |  |  |           |  |

### Fonti primarie
- (LA)  Gregorio di Tours, Historia Francorum Testo disponibile su Wikisource.

### Letteratura storiografica
- Christian Pfister, La Gallia sotto i Franchi merovingi. Vicende storiche, in Storia del mondo medievale - Vol. I, Cambridge, Cambridge University Press, 1978,  pp. 688-711.
- Christian Pfister, La Gallia sotto i Franchi merovingi, istituzioni, in Storia del mondo medievale - Vol. I, Cambridge, Cambridge University Press, 1978,  pp. 712-742.
- Rafael Altamira, La Spagna sotto i visigoti, in Storia del mondo medievale - Vol. I, Cambridge, Cambridge University Press, 1978,  pp. 743-779.